# Eric Lugin
Eric Lugin, né Luginbuhl, né à Neuchâtel le 18 octobre 1914 et décédé à Neuchâtel le 20 janvier 1991, est un professeur de littérature française, écrivain et traducteur.

## Biographie
Issu d'une fratrie de 6 enfants (3 fils et 3 filles), Eric Lugin est le fils de Georges Luginbuhl et d’Alice Evard. Il fait ses études à l’Université de Neuchâtel entre 1934 et 1936, puis à la Faculté des lettres de Paris entre 1937 et 1938. En 1934, il participe à l'organisation de la Semaine de la pensée chrétienne avec Claude Bodinier, Kretzschmar, Reusser et Maurice Robert. Cet événement a pour but de réunir la science et la foi dans une période de l'histoire compliquée. À l'événement participent Henri Charlier, René Gillouin, Freddy Durrlemann et Joseph Malègue.
Dès 1939, Eric Lugin est nommé professeur de langue et littérature à l’Université de Neuchâtel puis, dès 1949, directeur du Séminaire de français moderne au détriment de Gustave Attinger. Dans cette fonction, il succède à Charly Guyot et à Alfred Lombard. En 1958, il est à son tour remplacé par Philippe Müller. Le Séminaire de français moderne a été créé en 1892 dans le but d'apprendre, par la théorie et la pratique, la langue et la civilisation francophone aux étudiants non francophones. Aujourd'hui, ce cursus porte le nom d'Institut de la langue et la civilisation françaises.
Eric Lugin épouse Nadia Petter le 10 avril 1944. De leur union naît un fils unique, Gilles, le 13 juin 1946 à Saint-Aubin.
À côté de ses activités d'enseignant, Eric Lugin contribue à la presse romande notamment avec les chroniques : "La Revue des livres" publiée dans La Revue du dimanche et "La Chronique des gâte-français" publiée dans L'Impartial. Passionné par les écrivains du XIXe siècle, en particulier par Maurice de Guérin et Alfred de Vigny, il consacre une grande partie de sa vie à l'étude de ces deux personnalités. Eric Lugin est notamment l'auteur  d'une étude restée inédite intitulée "Alfred de Vigny, contribution à l'établissement de ses œuvres" . De plus, il est l'auteur de plusieurs conférences traitant principalement de la littérature française et de la région neuchâteloises, dont une étude approfondie sur les châteaux de la région dont le château de Valangin.
Eric Lugin est membre de plusieurs associations littéraires dont la Société d'histoire littéraire de France, la Société des amis d’Alfred de Vigny et l'Association des amis de Guérin. Il est aussi membre de la commission de la Bibliothèque de la Ville de Neuchâtel.
En 1973, Eric Lugin prend une retraite anticipée à la suite des accusations puis du boycott de ses cours par ses étudiants,. Il finit sa vie dans sa maison à Neuchâtel et décède le 20 janvier 1991.

## Distinctions
De son vivant, Eric Lugin reçoit plusieurs prix dont, en 1946, le prix Marcelin Guérin de l'Académie Française (qui cède sa place en 1976 au prix Montyon) et, en 1961, le 3ème prix littéraire de l’œuvre suisse des lectures pour la jeunesse pour "L’Escalade, maison rêvée". Cet ensemble de récits sera, de plus, traduit en italien : Eric Lugin (trad. Maria Teresa Watzky), La fattoria dei sogni, Zurigo, Edizioni svizzere per la gioventù, 1967, 31 p.
En 1967, Eric Lugin reçoit le titre d'Officier de l’Ordre Universel du Mérite Humain, Grand-Croix d’Arts, Sciences et Lettres. Cette même année, il est nommé au poste de Vice-président du Conseil International de la Langue Française, fonction qu'il occupe jusqu'en 1974.

## Publications
Eric Lugin a écrit, édité et traduit plusieurs ouvrages.

### Fictions
- Eric Lugin, Messieurs, la France! : de la Croix gammée à la Croix de Lorraine, Genève, Éditions du Cheval ailé, 1944, 322 p.[21]
- Eric Lugin, Le périlleux amour de Maurice de Guérin, Genève, Editions du Milieu du monde, 1944, 248 p.
- Eric Lugin, Sur deux odes : Lamartine et Victor Hugo et la naissance du duc de Bordeaux (28 septembre 1820), Montreux, Editions du Mois suisse, 1944, 16 p.[22]
- Eric Lugin, La princesse Bibesco et les "princesses" de Clèves, Neuchâtel, Imprimerie Richème, 1954, 12 p.
- Eric Lugin et Adolphe Grosclaude, Chefs-d'œuvre de la langue française, Neuchâtel, P. Attinger, 1956, 329 p.
- Eric Lugin, L'Escalade, maison rêvée : quatre récits de Provence, Zurich, Œuvre suisse des lectures pour la jeunesse, 1961, 32 p.
- Eric Lugin, Petit traité des modes et des temps, Neuchâtel, Éditions des Floralies, 1970, 66 p.

### Éditions
- Maurice De Guérin (préf. Eric Lugin), Poèmes en prose : et extraits, Lausanne, F. Rouge, 1945, 104 p.
- Maurice De Guérin (préf. Eric Lugin), Le cahier vert : Poèmes en prose ; Trois poésies, Lausanne, Guilde du livre, 1947, 278 p.
- Alfred De Vigny (préf. Eric Lugin), Lettres à Brizeux, Paris, Nouvelles éditions latines, 1954, 89 p.
- André Pierre-Humbert (préf. Eric Lugin), Poèmes choisis, Neuchâtel, Éditions des Floralies, 1954, 104 p.
- Honoré de Balzac (préf. Eric Lugin), Le lys dans la vallée, Neuchâtel, Nouvelle bibliothèque, 1955, 368 p.

### Traductions
- Ludvig Holberg (trad. Eric Lugin), Le voyage souterrain de Nicolas Klim, Neuchâtel, La nouvelles bibliothèque, 1954, 265 p.
- Jean Gyory (trad. Eric Lugin), Flandre, Paris, La Bibliothèque des Arts, 1962, 61 p.
- Josef Stoffels (trad. Eric Lugin), Essen, Paris, La Bibliothèque des Arts, 1963, 61 p.
- Arie Davie Arielli (trad. Eric Lugin), Grisons, Paris, La Bibliothèque des Arts, 1963, 60 p.
- Bonn (trad. Eric Lugin), Paris, La Bibliothèque des arts, 1964, 60 p.